# اثر تصادفی
اثر تصادفی یا اثر استوکاستیک (به انگلیسی: Stochastic effect) در رادیوبیولوژی و علوم مربوطه به اثری گویند که احتمال آن (و نه شدت آن) تابع میزان دز تشعشعی دریافت شده بوده و مقدار آستانه نداشته باشد.
استوکاستیک در حالت عمومی به معنای تصادفی یا رندم نیز می باشد.
سرطان و آثار وراثتی از این قبیلند.